# Hugh Seymour
Lord Hugh Seymour (29 de abril de 1759-11 de septiembre de 1801) fue un oficial superior de la Marina Real Británica de finales del siglo XVIII, el quinto hijo de Francis Seymour-Conway, 1.er Marqués de Hertford. Se hizo conocido por ser una figura prominente de la sociedad y un oficial naval altamente competente. Sirvió durante las guerras revolucionarias francesas y americanas, y más tarde en su carrera, realizó un período de servicio de costa en el tablero del Almirantazgo.
Seymour mantuvo una reputación como un oficial valiente e innovador, fue galardonado con una medalla conmemorativa por sus acciones en la batalla del “Glorioso Primero de Junio” y se le atribuye la introducción de charreteras a los uniformes de la Marina Real como un método para indicar el rango a los aliados no anglohablantes.
En su juventud hizo una estrecha amistad con su colega el oficial John Willett Payne y con Jorge, Príncipe de Gales, asociación a través de la cual ganó la reputación de libertino. Su matrimonio en 1785, realizado por la insistencia de su familia como un antídoto a su disolución, se produjo a través de conexiones reales y resultó muy exitoso.
Durante su vida, también ocupó varios puestos como miembro del Parlamento de Gran Bretaña, a pesar de que no persiguió una carrera política activa.
- Datos: Q6679399